# Одвуци ме у пакао
Одвуци ме у пакао (енгл. Drag Me to Hell) је амерички хорор филм из 2009. године, режисера Сема Рејмија, са Алисон Ломан, Џастином Лонгом и Лорном Равер у главним улогама. Премијерно је приказан на Канском филмском фестивалу и добио је позитивне оцене критичара.
Награђен је Наградом Сатурн за најбољи хорор филм, док је Ломан номинована за најбољу главну глумицу, Равер за најбољу споредну глумицу, а Кристофер Јанг за најбољу музику. Осим тога добио је и Награду Врисак за најбољи хорор филм године и у истим категоријама био номинован за Награду Емпајер и МТВ филмску награду.
Централни лик филма је девојка по имену Кристина Браун, на коју је бачено проклетство демона Ламије, који људе одвлачи у пакао. Рејми је са својим братом Тедом, написао сценарио још почетком 2000-их, али је због ангажовања на трилогији Спајдермен филм снимио готово читаву деценију касније. Овим филмом Рејми се после 27 година и филма Зла смрт 3: Армија таме вратио хорор жанру.
Поред позитивних реакција публике и критичара, филм је остварио и финансијски успех и утростручио свој буџет од 30 милиона долара.

## Радња
Радња почиње 1969. године у Пасадени, када хиспански пар доводи свог сина код медијума Шон Сан Дине, коју моле да скине проклетство које су на њега бацили Роми, због тога што им је украо огрлицу. Сан Дина започиње сеансу, али не успева да спасе дечака, кога невидљива сила одвлачи у пакао. Она се тада заклиње да да ће се једног дана поново борити против демона и да ће га тада уништити.
40 година касније, старија жена ромског порекла, Силвија Гануш, моли банкарску службеницу, Кристину Браун да јој продужи рок за враћање кредита, како јој не би одузели кућу. Иако је могла то да уради, Кристина се одлучује да не помогне Гануш, како би се показала у што бољем светлу пред шефом. Гануш тада одлучује да погази свој понос и на коленима је моли да јој продужи рок, али је Кристина само одгурне и осрамоти пред свима.
У жељи да се освети, Гануш баца на Кристину проклетство Ламије, исто оно које је пре 40 година бачено на дечака са почетка филма. Кристина веома брзо осећа последице клетве и у потрази за начином да скине клетву долази до Сан Дине...

## Улоге
| Глумац            | Улога                       |
| ----------------- | --------------------------- |
| Алисон Ломан      | Кристина Браун              |
| Џастин Лонг       | проф. Клејтон „Клеј” Далтон |
| Лорна Равер       | Силвија Гануш               |
| Дилип Рао         | Рам Џас                     |
| Дејвид Пејмер     | Џим Џекс                    |
| Адријана Бараза   | Шон Сан Дина                |
| Бојана Новаковић  | Иленка Гануш                |
| Реџи Ли           | Сту Рабин                   |
| Челси Рос         | Леонард Далтон              |
| Моли Чик          | Труди Далтон                |
| Арт Кимбро        | Ламија                      |
| Октејвија Спенсер | Кристинина колегиница       |
| Сем Рејми         | дух на сеанси               |
| Кристофер Јанг    | човек са колачем            |
| Алекс Видов       | човек на сахрани            |